# ترواکس (ویسکانسین)
ترواکس، ویسکانسین (به انگلیسی: Truax, Wisconsin) یک منطقهٔ مسکونی در ایالات متحده آمریکا است که در ویسکانسین واقع شده‌است.

## خصوصیات
ترواکس ۲۷۳٫۱ متر بالاتر از سطح دریا واقع شده‌است.